# 成田一徹
成田 一徹（なりた いってつ、1949年（昭和24年）10月9日 - 2012年（平成24年）10月14日）は、日本の切り絵作家、バー評論家。
本名、成田 徹（なりた とおる）。新聞・雑誌・書籍を中心に作品を発表。BARの情景を刻んだモノクロの切り絵は、30数年来のライフワーク。個展、グループ展多数開催。講談社フェイマススクール・インストラクター。Society Of Illustrators (New York) 会員。日本出版美術連盟会員。

## 経歴
兵庫県神戸市出身。大阪経済大学卒業。1988年（昭和63年）、切り絵作家として独立。
公務員として勤務する一方、バーの多彩な魅力を切り絵で表現することをライフワークとした。1988年（昭和63年）に切り絵作家として独立。街をテーマにした作品も多く、2002年（平成14年）から、関西の風景や人物をテーマに「どこへ一徹　切り絵旅」を朝日新聞に連載。「神戸の残り香」は、阪神大震災をはさみ街から消えて行く古き良き神戸を表現。神戸の街に漂うなつかしさ、温かさ、大人のにおいを残した。2007年（平成19年）から、都内の街角を題材にした「東京シルエット」を連載し、文章も自ら書いた。2007年（平成19年）から、雑誌「あまから手帖」でも「カウンターの中から」を連載。バーカウンターの中から見た光景を、切り絵と柔らかな文章で表現した。
2012年（平成24年）10月14日、脳内出血で死去、63歳。2013年（平成25年）1月27日に「偲ぶ会」が、神戸市東灘区住吉本町2の29の15、甲南大学平生記念セミナーハウスで行われた。母校大阪経済大学講義棟(D館)1階フォーラム教室入口付近に寄贈作品が展示されている。

## 作品一覧
- 『一徹の酒場だより』 (あまから手帳)
- 『最新切り絵教室』 (誠文堂新光社)
- 『成田一徹の切り絵12ヶ月カット集』 (誠文堂新光社)
- 『切り絵工房3冊シリーズ』 (誠文堂新光社)
- 『The Cigger Story』 (集英社)
- 『TO THE BAR』 (朝日新聞社)
- 『神戸の残り香』 (神戸新聞総合出版センター)